# 이상복
이상복(李相福, 1954년 6월 2일~)은 대한민국의 정치인이다. 강화군수를 역임했다. 

## 학력
- 1967년 강화초등학교 졸업
- 1970년 강화중학교 졸업
- 1973년 성동고등학교 졸업
- 1980년 고려대학교 행정학 학사
- 1998년 동국대학교 행정대학원 행정학 석사

## 경력
- 1978: 제22회 행정고시 합격
- 경기도청 행정기획관
- 행정안전부 자치행정과장
- 행정안전부 안전정책관
- 2002~2005: 주 영국 대사관 참사관
- 대통령직속 국가균형발전위원회 지역개발국장
- 2008.01~2010.02: 제2대 제주특별자치도 행정부지사
- 2009.08~2009.08: 제주특별자치도 도지사 권한대행
- 2010.02~2010.08: 행정안전부 지방행정연수원 원장
- 2010.11~2011.12: 제15대 한국지방재정공제회 이사장
- 2012~2020: 탈당
- 2014.07~2018.06: 제46대 민선 6기 인천광역시 강화군수
- 2020~2024: 더불어민주당 입당
- 2024: 더불어민주당 탈당
- 2024~: 국민의힘 복당

## 수상
- 홍조근정훈장
- 근정포장 수상

## 역대 선거 결과
|  | 30.32% |

|  | 46.15% |

|  | 30.15% |